# طيران أوروبا
طيران أوروبا (بالإنجليزية: Air Europa) هي ثالث أكبر شركة طيران في إسبانيا بعد كل من الخطوط الجوية الأيبيرية وخطوط فيولينغ الجوية، بدأت طيران أوروبا خدماتها سنة 1986، يقع مقرها الرئيسي في ميورقة. تيسر رحلات تشمل أوروبا الشمالية والغربية والمنتجعات في جزر الكناري وجزر البليار، وتيسر أيضا رحلات طويلة المدى إلى أمريكا الشمالية وأمريكا الجنوبية و منطقة البحر الكاريبي. وتتخذ من مطار بالما دي مايوركا مركزا لها. تمتلك شركة غلوباليا 100% من حصتها وهي شركة سياحة و سفر يديرها خوان خوسيه هيدالغو. وفي سبتمبر 2007 أصبحت عضوا في تحالف سكاي تيم. حولت عملياتها تدريجيا، خلال السنوات العشر السابقة، وأكثر من أي وقت مضى على التركيز لمزيد من الرحلات المنتظمة.

## الوجهات
تقدم طيران أوروبا رحلات بين شمال وغرب أوروبا وجزر الكناري وجزر البليار. كما تقوم بتشغيل خدمات محلية مجدولة وخدمات مجدولة طويلة المدى إلى أمريكا الشمالية وأمريكا الجنوبية من مركزها في مطار مدريد باراخاس الدولي.

### اتفاقية الرمز المشترك
اعتبارًا من أغسطس 2021، أبرمت شركة طيران أوروبا اتفاقية الرمز المشترك مع شركات الطيران التالية:
- إيروفلوت
- الخطوط الجوية الأرجنتينية
- طيران المكسيك
- الخطوط الجوية الفرنسية
- طيران صربيا
- بينتر كنارياس
- Canaryfly
- الخطوط الجوية الصينية
- خطوط شرق الصين الجوية
- خطوط كوبا الجوية[6]
- الخطوط الجوية التشيكية
- خطوط دلتا الجوية
- الاتحاد للطيران
- الخطوط الجوية الإثيوبية
- غارودا إندونيسيا
- إيتا (شركة طيران)[7]
- الخطوط الجوية الملكية الهولندية
- كوريا للطيران
- طيران الشرق الأوسط
- الخطوط السعودية
- تاروم
- الخطوط الجوية التركية
- الخطوط الجوية الفيتنامية
- خطوط زيامن الجوية

## الأسطول

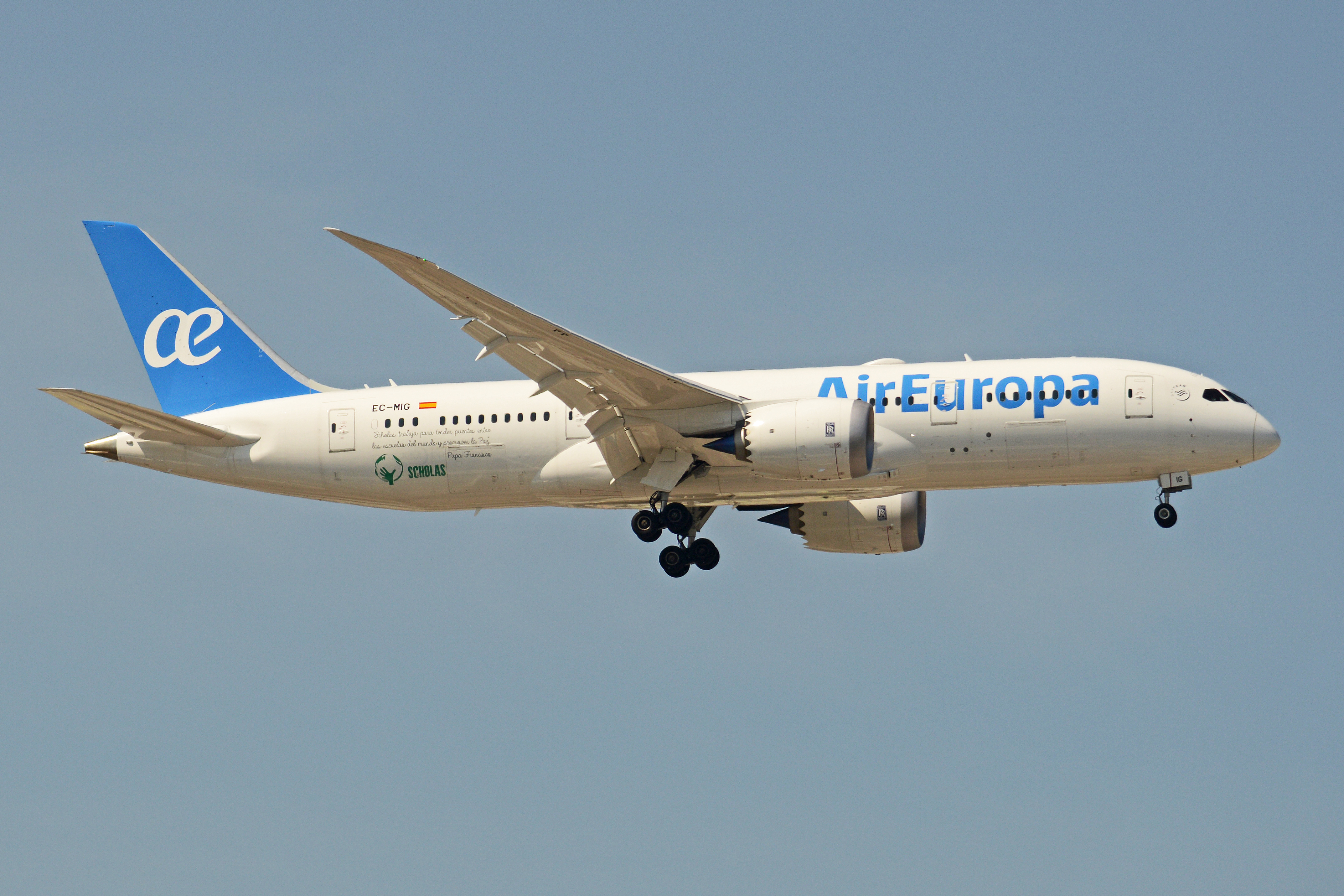
An Air Europa Boeing 787-8

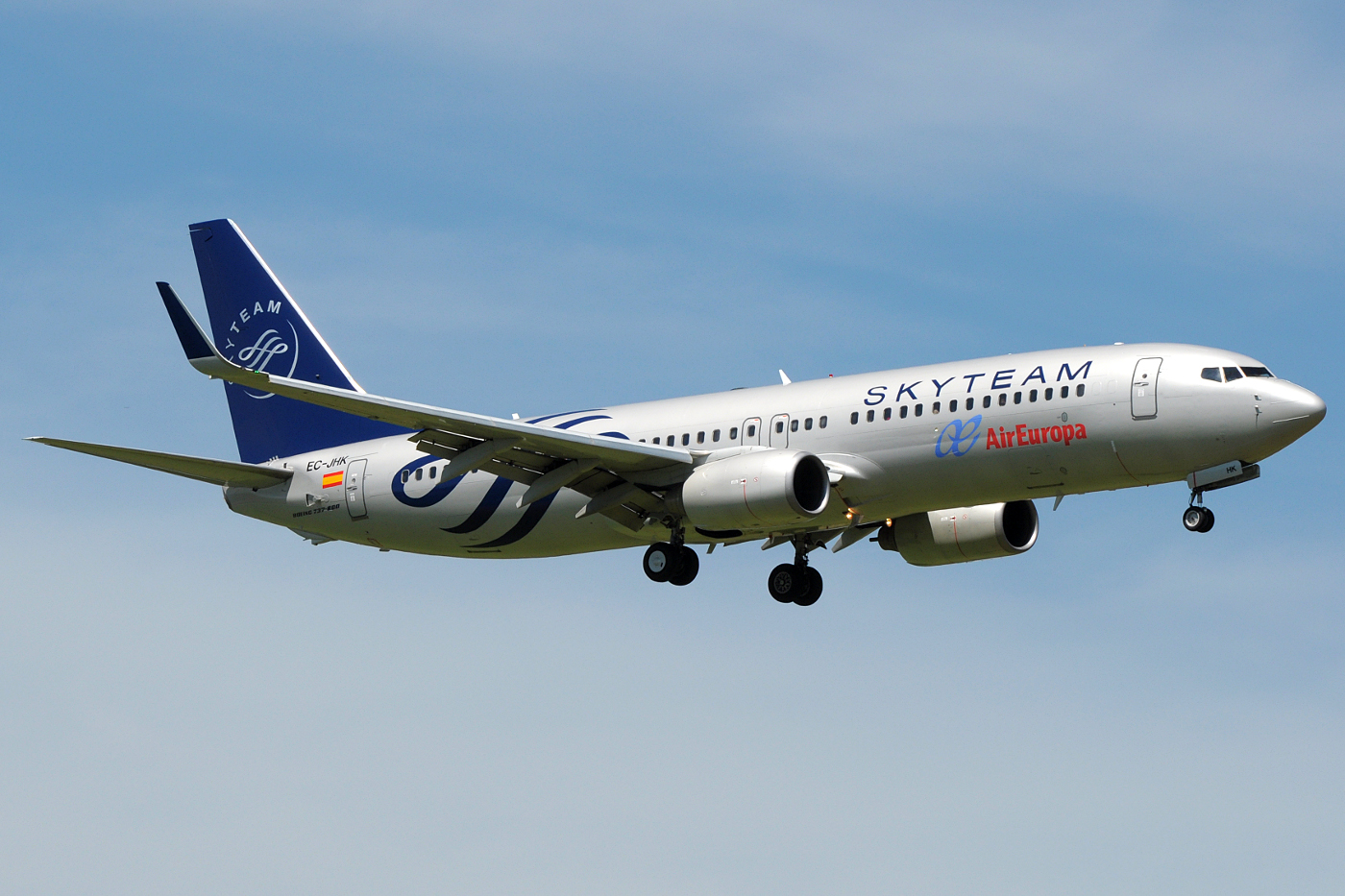
طائرة بوينغ 737-800 بكسوة سكاي تيم

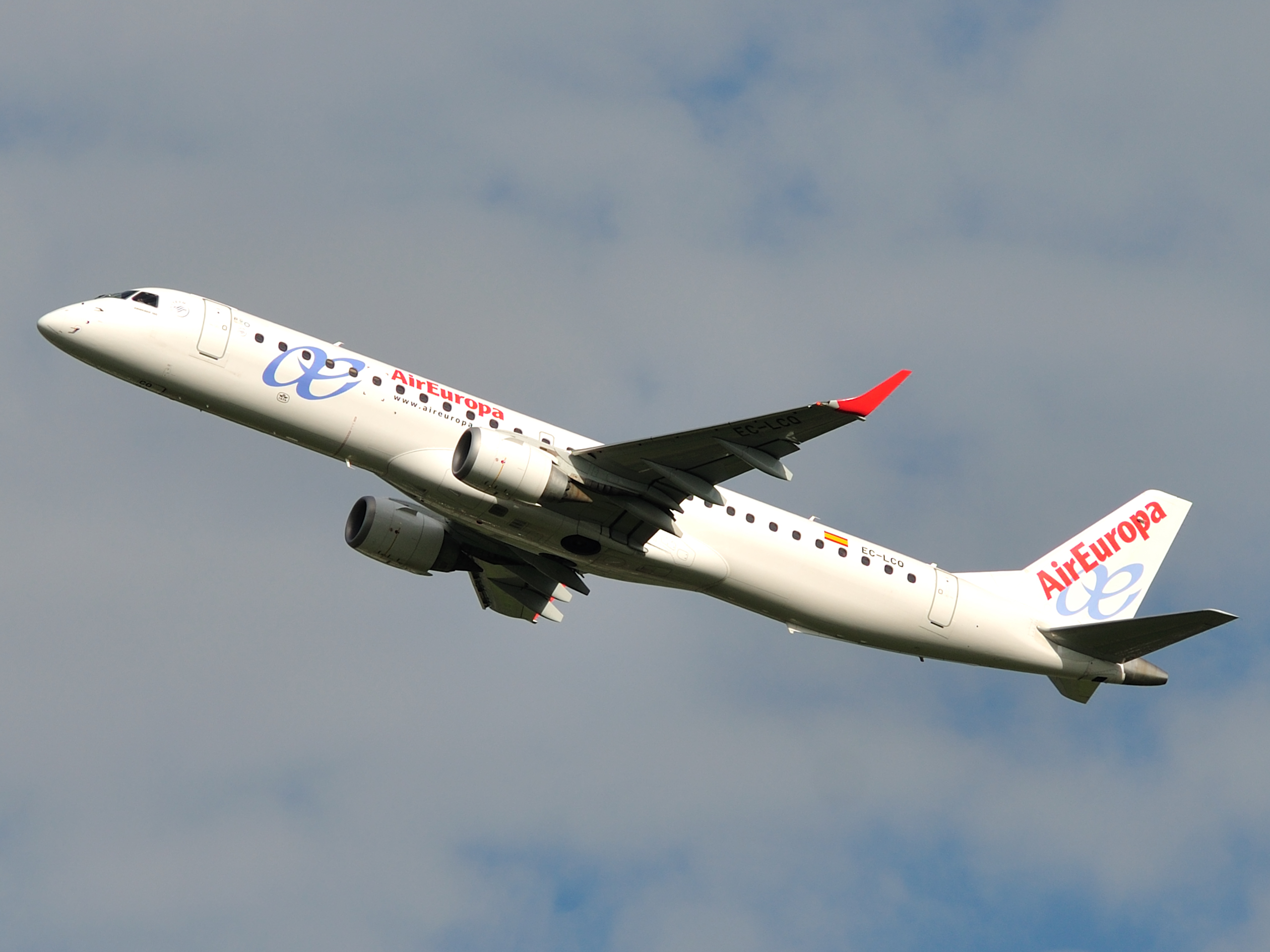
طائرة إمبراير 195 بالكسوة السابقة

### الأسطول الحالي
اعتبارًا من سبتمبر 2022، تشغل طيران أوروبا أسطولًا من طائرات بوينغ الرئيسية بالكامل (باستثناء طيران أوروبا إكسبريس) يتكون من الطائرات التالية:
| الطائرة                | في الخدمة | مطلوبة | الركاب       | الركاب     | الركاب     | ملاحظات |
| الطائرة                | في الخدمة | مطلوبة | رجال الأعمال | السياحية   | المجموع    | ملاحظات |
| ---------------------- | --------- | ------ | ------------ | ---------- | ---------- | ------- |
| بوينغ 737 الجيل القادم | 17        | —      | 12           | 168        | 180        |         |
| بوينغ 737 ماكس         | —         | 31     | يعلن لاحقا   | يعلن لاحقا | يعلن لاحقا |         |
| بوينغ 787-8            | 10        | —      | 22           | 274        | 296        |         |
| بوينغ 787-9            | 12        | 15     | 30           | 303        | 333        |         |
| المجموع                | 39        | 46     |              |            |            |         |

### الأسطول التاريخي
سبق لشركة طيران أوروبا تشغيل الطائرات التالية:
| الطائرة                  | أدخلت | سحبت | ملاحظات                       |
| ------------------------ | ----- | ---- | ----------------------------- |
| إيرباص إيه 330-200       | 2006  | 2021 |                               |
| إيرباص إيه 330-300       | 2013  | 2021 |                               |
| إيرباص إيه 340           | 2005  | 2006 |                               |
| إيه تي آر 42             | 1996  | 1997 |                               |
| بوينغ 737-300            | 1986  | 2004 |                               |
| بوينغ 737-400            | 1994  | 2006 |                               |
| بوينغ 737 -600           | 2003  | 2004 |                               |
| بوينغ 757                | 1987  | 1998 |                               |
| بوينغ 767-200            | 1996  | 2001 |                               |
| بوينغ 767-300            | 2000  | 2012 |                               |
| بريتش ايروسبيس إيه تي بي | 1996  | 2001 |                               |
| إمبراير إي آر جيه 145    | 2012  | 2017 |                               |
| إمبراير اي-جت            | 2008  | 2017 | نقلت إلى طيران أوروبا إكسبريس |

## وصلات خارجية
- الموقع الرسمي نسخة محفوظة 3 نوفمبر 2011 على موقع واي باك مشين.